# Platygaster ericeti
Platygaster ericeti is een vliesvleugelig insect uit de familie van de Platygastridae. De wetenschappelijke naam van de soort is voor het eerst geldig gepubliceerd in 1877 door Rondani.